# 1998 في سنغافورة

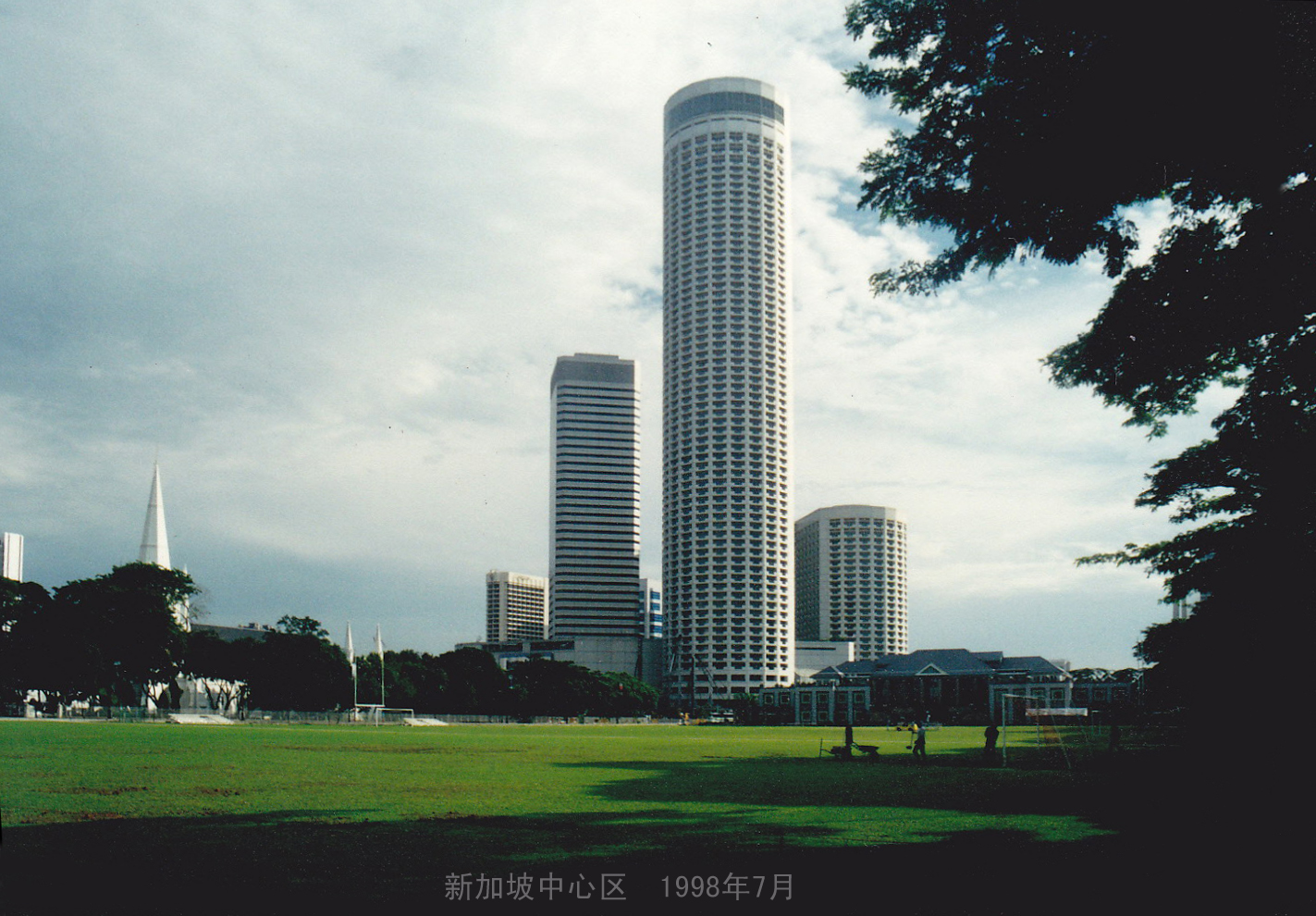
سنغافورة 1998

فيما يلي قوائم الأحداث التي وقعت خلال عام 1998 في سنغافورة.

## رياضة
- 1 يناير – دوري سنغافورة للمحترفين 1998 الفائز نادي واريورز.

## مواليد

### يناير
- 30 يناير – تان يان تشانغ ملحن سنغافوري.

### أكتوبر
- 31 أكتوبر – آموس يي

## وفيات

### يناير
- 23 يناير – فيوليت كورنيليوس (مواليد 1919)